# تيسون كيتس
تيسون كيتس (بالإنجليزية: Tyson Keats)‏ هو لاعب اتحاد الرغبي نيوزيلندي، ولد في 6 يونيو 1981 في كرايستشرش في نيوزيلندا.